# Игла Кассирского
Игла Кассирского (лат. acus Kassirski), костномозговая игла Кассирского — короткая и прочная трубчатая игла для пункции грудины в целях получения костного мозга, снабженная гайкой для ограничения глубины прокола, мандреном и съемной рукояткой, облегчающей прокол. Разработана советским терапевтом, гематологом, академиком АМН СССР И. А. Кассирским, который усовершенствовал метод стернальной пункции, предложенный академиком М. И. Аринкиным. С целью повышения безопасности пациента при взятии костного мозга академик Кассирский предложил иглу собственной конструкции, вошедшую в официальную номенклатуру как игла Кассирского.
Игла снабжена перемещаемым щитком, который предохраняет от прокола внутреннюю пластинку грудины и тем самым защищает от повреждения аорту, лежащую за грудиной. Щиток устанавливается с таким расчётом, чтобы игла, пройдя мягкие ткани, продвинулась на 5 мм. При этом конец иглы, проколов наружную пластинку грудины, окажется в полости грудины. После извлечения мандрена к игле присоединяют шприц и производят отсасывание 0,2 мл костного мозга. Из полученного пунктата готовят мазки.
Метод стернальной пункционной биопсии сыграл большую роль в изучении морфологии клеток крови и особенностей кроветворения при различных заболеваниях. Изучение пунктатов костного мозга позволяет помимо этого диагностировать висцеральный лейшманиоз и некоторые другие паразитарные заболевания, выявлять метастазы злокачественных опухолей, наблюдать состояние костного мозга при разных патологических процессах в организме.